# 玉米过敏

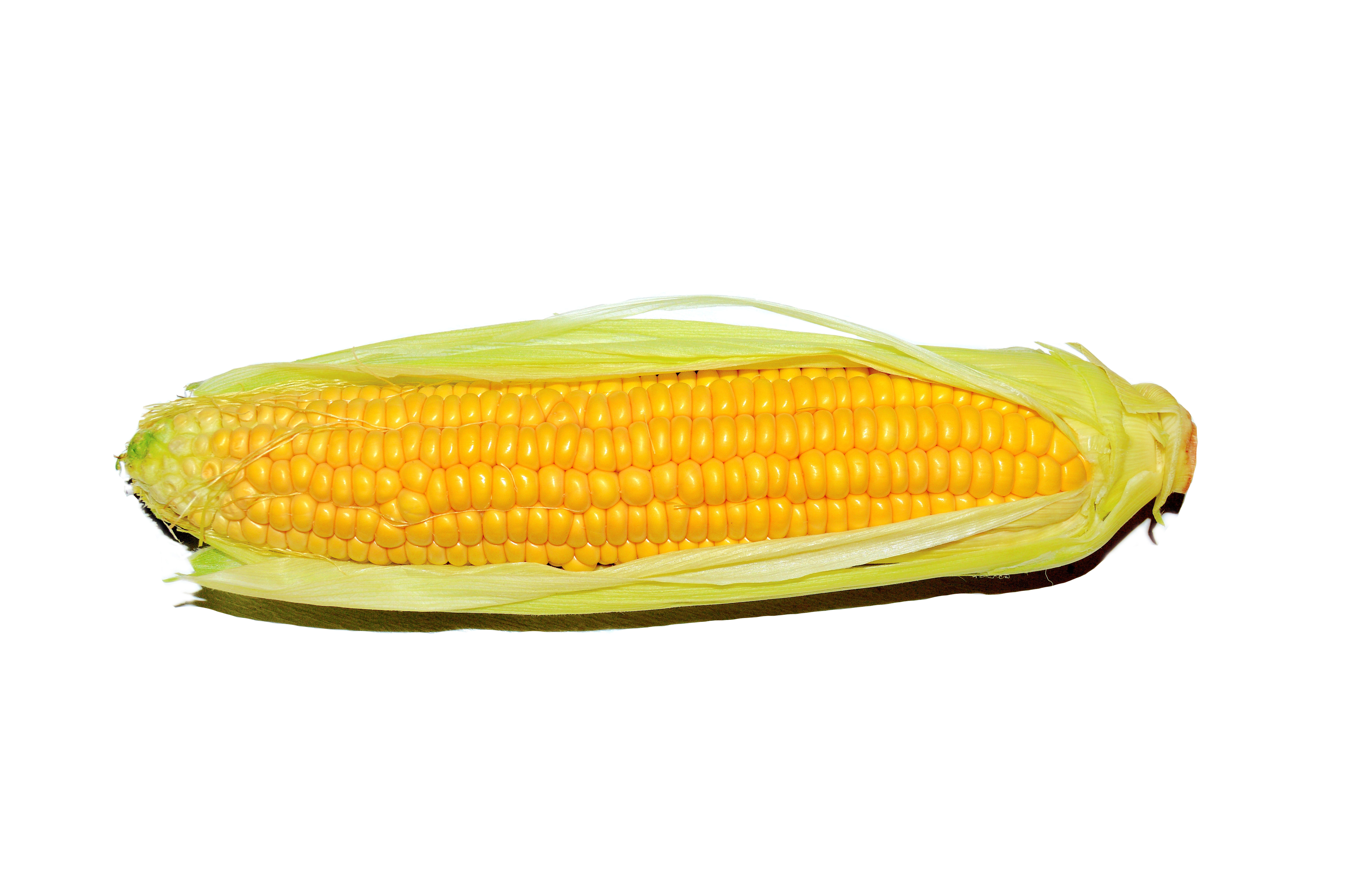
如图所示，玉米

玉米过敏是食物过敏的一种，因为很多食品都由玉米制成，如玉米粉、柠檬酸、改良的食用淀粉、醋，所以这种过敏症较难避免，不过，它也通常无法被辨认得出。